# Iouri Baskakov
Pour les articles homonymes, voir Baskakov.
Iouri Valerievitch Baskakov (en russe : Юрий Валерьевич Баскаков), né le 10 mai 1964 à Moscou, est un arbitre de football russe. Il arbitre des rencontres de ligue des champions et du championnat russe.
Son plus haut fait est d'avoir arbitré la demi-finale aller de la ligue des champions entre le Milan A.C. et le Bayern Munich le 3 avril 2007.